# P300-CBP koaktivatorska familija
p300-CBP koaktivatorska familija se sastoji od dva blisko srodna transkripciona koaktivirajuća proteina (ili koaktivatora):
1. p300 (EP300 ili E1A vezujući protein p300)
2. CBP (CREB-vezujući protein ili CREBBP)

Proteini p300 i CBP formiraju interakcije sa brojnim transkripcionim faktorima i deluju tako što povišavaju izražavanje njihovih ciljnih gena.

## Literatura
- Nicholas C. Price; Lewis Stevens (1999). Fundamentals of Enzymology: The Cell and Molecular Biology of Catalytic Proteins (Third изд.). USA: Oxford University Press. ISBN 019850229X.
- Eric J. Toone (2006). Advances in Enzymology and Related Areas of Molecular Biology, Protein Evolution (Volume 75 изд.). Wiley-Interscience. ISBN 0471205036.
- Branden C; Tooze J. Introduction to Protein Structure. New York, NY: Garland Publishing. ISBN 0-8153-2305-0.
- Irwin H. Segel. Enzyme Kinetics: Behavior and Analysis of Rapid Equilibrium and Steady-State Enzyme Systems (Book 44 изд.). Wiley Classics Library. ISBN 0471303097.
- William P. Jencks (1987). Catalysis in Chemistry and Enzymology. Dover Publications. ISBN 0486654605.

## Spoljašnje veze
- p300-CBP Transcription Factors на 
- NURSA C39
- NURSA C54